# Jabal Xemece
Jabal Xemece ou Jebel Xemece (em árabe: جبل شمس‎, lit. 'Jabal Shams', que significa "montanha do Sol") é uma montanha com 2980 m a 3075 m de altitude máxima (o valor varia consoante as fontes) e que constitui o ponto mais alto de Omã e da parte oriental da península Arábica.
O Jabal Xemece faz parte da cadeia dos Montanhas Hajar, uma cordilheira que se estende pelo interior do país, no nordeste, a pouca distância da costa e que oscila entre os 50 km e os 250 km. O material montanhoso é constituído por rochas ígneas e consiste em serpentina, diorita e basalto, rochas típicas da região do sudeste da península Arábica.
O clima da zona é bastante extremo, embora o país seja atravessado pelo Trópico de Câncer, de modo que a temperatura média no verão é de 20 °C, mas no inverno as médias caem para baixo dos 0 °C.
O topo da cordilheira, o Jabal Xemece, está incluído num maciço menor, o Jabal Acdar, ou Montanha Verde. Neste maciço a precipitação é algo maior, de 300 mm anuais, o que permite a horticultura, principalmente árvores de fruto (milgrandas, pêssegos, nozes), no fundo dos vales, que justificam a denominação de verde.
O Jabal Xemece ergue-se a c. 150 km a oeste da capital, Mascate, mas só dista poucos quilómetros da cidade de Nizua.